# کارانتراو
کارانتراو (به لاتین: Karantrav) یک منطقهٔ مسکونی در روسیه است که در باشقیرستان واقع شده‌است.